# Jomalig
Jomalig ist eine philippinische Stadtgemeinde in der Provinz Quezon. Sie hat 7417 Einwohner (Zensus 1. August 2015).
Das Gebiet der Stadtgemeinde Jomalig ist im Wesentlichen identisch mit der gleichnamigen Insel Jomalig, die Teil des Polillo-Archipels ist und im Norden der Bucht von Lamon liegt, einem Seitengewässer der Philippinensee.

## Baranggays
Jomalig ist politisch in fünf Baranggays unterteilt.
- Bukal
- Casuguran
- Gango
- Talisoy (Pob.)
- Apad